# Robert Mroziewicz
Robert Eustachy Mroziewicz (ur. 20 września 1942 w Warszawie, zm. 15 czerwca 2008) – polski dyplomata i historyk, profesor Centrum Studiów Latynoamerykańskich UW (CESLA) i Collegium Civitas, działacz opozycji demokratycznej, członek PZPR, po 1989 wiceminister spraw zagranicznych i obrony narodowej.

## Życiorys
W młodości był członkiem „walterowców”, kierowanej przez Jacka Kuronia drużyny harcerskiej, organizowanych w okresie odwilży według sowieckiego wzorca organizacji pionierskich. Na studiach na Uniwersytecie Warszawskim związał się z „komandosami” – grupą opozycyjnej młodzieży. Został wyrzucony z uniwersytetu po wydarzeniach marcowych, ale w 1965 ukończył studia historyczne na UW. Tamże doktoryzował się w 1970. Współpracował z Komitetem Obrony Robotników, był zastępcą redaktora naczelnego podziemnego kwartalnika „Krytyka”. W 1980 został członkiem NSZZ „Solidarność”. W 1985 więziony za działalność opozycyjną.
W latach 1965–1968 był doktorantem i asystentem na UW. Od 1968 pracował w Polskim Instytucie Spraw Międzynarodowych, a od 1971 do 1989 w Instytucie Historii Polskiej Akademii Nauk. W latach 1977–1978 był stypendystą Fulbrighta na Uniwersytecie w Georgetown (Washington DC) oraz na Uniwersytecie Teksańskim w Austin. W 1984 habilitował się w Instytucie Historii PAN.
W latach 1991–1992 pełnił funkcję stałego przedstawiciela Polski przy ONZ, kierował też Radą Gospodarczo-Społeczną (ECOSOC) tej organizacji. W latach 1992–1997 obejmował stanowisko podsekretarza stanu w Ministerstwie Spraw Zagranicznych. W rządzie Jerzego Buzka był wiceministrem obrony narodowej (1997–1999), zajmował się integracją Polski z NATO.
Autor licznych publikacji naukowych, w tym m.in. „Rewolucja meksykańska 1910–1917: zarys historii politycznej”, „Armie w Ameryce Łacińskiej: historia i dzień dzisiejszy” (wspólnie z Waldemarem Rommlem) „Dyplomacja USA wobec Ameryki centralnej – 1822–1850” (Warszawa, 1997).
14 czerwca 2000 sąd uznał, że Mroziewicz był kłamcą lustracyjnym, ponieważ nie ujawnił kontaktów z wywiadem i kontrwywiadem PRL podczas pobytu za granicą w latach 70. i 80. W 2002 Sąd Najwyższy uwzględnił jego skargę kasacyjną, a w 2007 proces o kłamstwo lustracyjne umorzono. Zarazem jednak sąd uznał, że obiektywnie była to współpraca w rozumieniu ustawy, ponieważ zachowało się kilka dokumentów sporządzonych przez Mroziewicza dla SB.

W 2007 roku Sąd Lustracyjny umorzył proces Mroziewicza podejrzanego o „kłamstwo lustracyjne”. Sąd uznał, że choć nie przyznał się on do współpracy z SB z lat 70. i 80., to działał w wyniku usprawiedliwionego błędu, sądząc, że dopuszczenie go do tajemnic państwowych oznacza, iż nie był agentem.

W 1995 został odznaczony Krzyżem Komandorskim Orderu Odrodzenia Polski. Był członkiem Polskiego Towarzystwa Historycznego.
Ojciec dwóch synów.
Pochowany na cmentarzu Powązkowskim w Warszawie (pod murem ul. Tatarskiej, grób 325/326).